# درب الوفا (مسلسل)
درب الوفا هو مسلسل كويتي يسلط الضوء على قصة إنسانية ورومانسية تخاطب جميع الأسر الخليجية والعربية والعرض الأول (20 يوليو 2012 - 1 رمضان 1433 هـ).

## قصة المسلسل
تعرض قناة روتانا خليجية يوميا خلال شهر رمضان المبارك المسلسل الكويتي الاجتماعي» درب الوفاء«قصة وانتاج نايف الراشد، والذي يقوم أيضا ببطولته حشد كبير من نجوم الشاشة الخليجية أمثال اسمهان توفيق، فاطمة الحوسني، هبة الدري، شهد، مسك، مريم حسين، مشاري البلام، أحمد الخميس، عبد الله بهمن، ابرار سبت، دانة، رامي العبد الله، عبير الخضر وغيرهم.
» الشاهد«التقت بمنتج وبطل العمل نايف الراشد الذي حكى عن قصة المسلسل قائلاً: طبعا مسلسل» درب الوفاء«يعتبر عودة قوية لي إلى الشاشة بعد انقطاع عام كامل، حيث كان آخر اعمالي مسلسل» شر النفوس«الذي لاقى نجاحاً كبيراً، وحالياً أقدم» درب الوفاء «وهو قصة إنسانية رومانسية، تدور احداثه حول شخصية إبراهيم وحسنة، وهم اناس من أهل الله، طيبون للغاية، يعانون الجحود ونكران الطيب من قبل اهلهم واقاربهم واخوانهم، الأمر الذي يسبب لهم معاناة كبيرة في حياتهم.
وتابع الراشد: المسلسل فكرة وقضية جديدة على الدراما الخليجية، وبصراحة اشكر قناة روتانا خليجية على دعمها واهتمامها وتشجيعها لهذا العمل، الذي اتوقع له نجاحا كبيرا وسط زحمة أعمال شهر رمضان، واتمنى ان يلاقي اصداء طيبة بين الجمهور الكريم.
اما الفنانة شهد فتقول عن دورها: أجسد الشخصية النسائية الرئيسية والمحورية في العمل، وهو دور حسنة وهي فتاة يحترق منزل اسرتها وهي صغيرة، فتعيش حياتها يتيمة الأهل داخل دور الرعاية، وترتبط بقصة حب رومانسية عاطفية مع إبراهيم، وتتوالى الأحداث بينهم في قالب درامي مشوق وحزين.
وتحدث الفنان مشاري البلام عن دوره فقال: أجسد دور أخ إبراهيم نايف الراشد وهو دور وخط لأول مرة أجسده تقريباً، لا اود حرقه على الجمهور، اتمنى متابعة العمل حتى نهايته وسيكتشفون ابعاد الشخصية التي اجسدها في العمل.
وتقول الفنانة فاطمة الحوسني: أجسد دور أم لأبناء، تمتاز شخصيتي بالطيبة، حيث أخاف كثيرا على أبنائي من الخطر الذي يواجه حياتهم والأمور الأسرية التي تتعرض لها حياتنا الاجتماعية، ومع احداث العمل تمر هذه الأم بصدمات كثيرة في حياتها.
اما الفنانة مريم حسين فقالت: أجسد في العمل دور فتون وهي فتاة لعوب، تقيم علاقات كثيرة مع الشبان، وتسحرهم بجمالها وفتونها البهي.

## فريق الممثلين
- أسمهان توفيق
- فاطمة الحوسني
- مشاري البلام
- هبة الدري
- نايف الراشد
- عبد الله بهمن
- رامي العبد الله
- نواف القريشي
- مسك
- زهرة دعيج
- عبير الخضر
- أحمد الخميس
- سالم المسباح
- شهد
- مريم حسين
- أبرار سبت
- عادل الفريح
- دانة
- بشاير حسين
- لجين
- شهد احمد
- منى جادو